# Campeonato Europeo de Esgrima de 1994
El VII Campeonato Europeo de Esgrima se realizó en Cracovia (Polonia) en 1994 bajo la organización de la Confederación Europea de Esgrima (CEE) y la Federación Polaca de Esgrima.

## Medallistas

### Masculino
| Evento             | Oro                          | Plata                      | Bronce                                                 |
| ------------------ | ---------------------------- | -------------------------- | ------------------------------------------------------ |
| Florete individual | Dmitri Shevchenko · Rusia    | Uwe Römer · Alemania       | Patrice Lhôtellier · Francia · Joachim Wendt · Austria |
| Espada individual  | Vitali Agueyev · Ucrania     | Arnd Schmitt · Alemania    | Michael Flegler · Alemania · Paolo Milanoli · Italia   |
| Sable individual   | Stanislav Pozdniakov · Rusia | Raffaello Caserta · Italia | Vilmoș Szabo · Rumania · Luigi Tarantino · Italia      |

### Femenino
| Evento             | Oro                      | Plata                  | Bronce                                                       |
| ------------------ | ------------------------ | ---------------------- | ------------------------------------------------------------ |
| Florete individual | Sabine Bau · Alemania    | Laura Badea · Rumania  | Anja Fichtel-Mauritz · Alemania · Giovanna Trillini · Italia |
| Espada individual  | Sangita Tripathi Francia | Karin Mayer · Alemania | Gianna Bürki · Suiza · Katja Nass · Alemania                 |

## Medallero
| Núm. | País     | Oro | Plata | Bronce | Total |
| ---- | -------- | --- | ----- | ------ | ----- |
| 1    | Rusia    | 2   | 0     | 0      | 2     |
| 2    | Alemania | 1   | 3     | 3      | 7     |
| 3    | Francia  | 1   | 0     | 1      | 2     |
| 4    | Ucrania  | 1   | 0     | 0      | 1     |
| 5    | Italia   | 0   | 1     | 3      | 4     |
| 6    | Rumania  | 0   | 1     | 1      | 2     |
| 7    | Austria  | 0   | 0     | 1      | 1     |
| 7    | Suiza    | 0   | 0     | 1      | 1     |
|      | TOTAL    | 5   | 5     | 10     | 20    |